# Haemulon album
 Haemulon album és una espècie de peix de la família dels hemúlids i de l'ordre dels perciformes.

## Morfologia
Els mascles poden assolir els 79 cm de longitud total.

## Distribució geogràfica
Es troba des de Florida, Bermuda i les Bahames fins al Brasil, incloent-hi les Índies Occidentals.